# Elaphoglossum camptolepis
Elaphoglossum camptolepis är en träjonväxtart som beskrevs av John T. Mickel. Elaphoglossum camptolepis ingår i släktet Elaphoglossum och familjen Dryopteridaceae. Inga underarter finns listade.